# ستاينر بيدرسن (سياسي)
ستاينر بيدرسن (بالنرويجية البوكمول: Steinar Pedersen)‏ هو مؤرخ وسياسي نرويجي، ولد في 2 مارس 1947. حزبياً، نشط في حزب العمال. وقد انتخب member of the Sami Parliament of Norway ‏ عن دائرة  (1989 – 2005) وانتخب نائب عضو برلمان النرويج ‏ وانتخب وزير دولة ‏.